# Aesma Daeva
Aesma Daeva este un grup american de metal simfonic neoclasic din LaCrosse, Wisconsin, format la sfârșitul anilor 1990.

## Membri
- John Prassas - chitară
- Tim Klatt - tobe și percuție
- Chris Quinn - chitară bas
- Michael Platzer - textier
- Lori Lewis - voce

## Legături externe
- Site-ul oficial